# 金屬戰袍

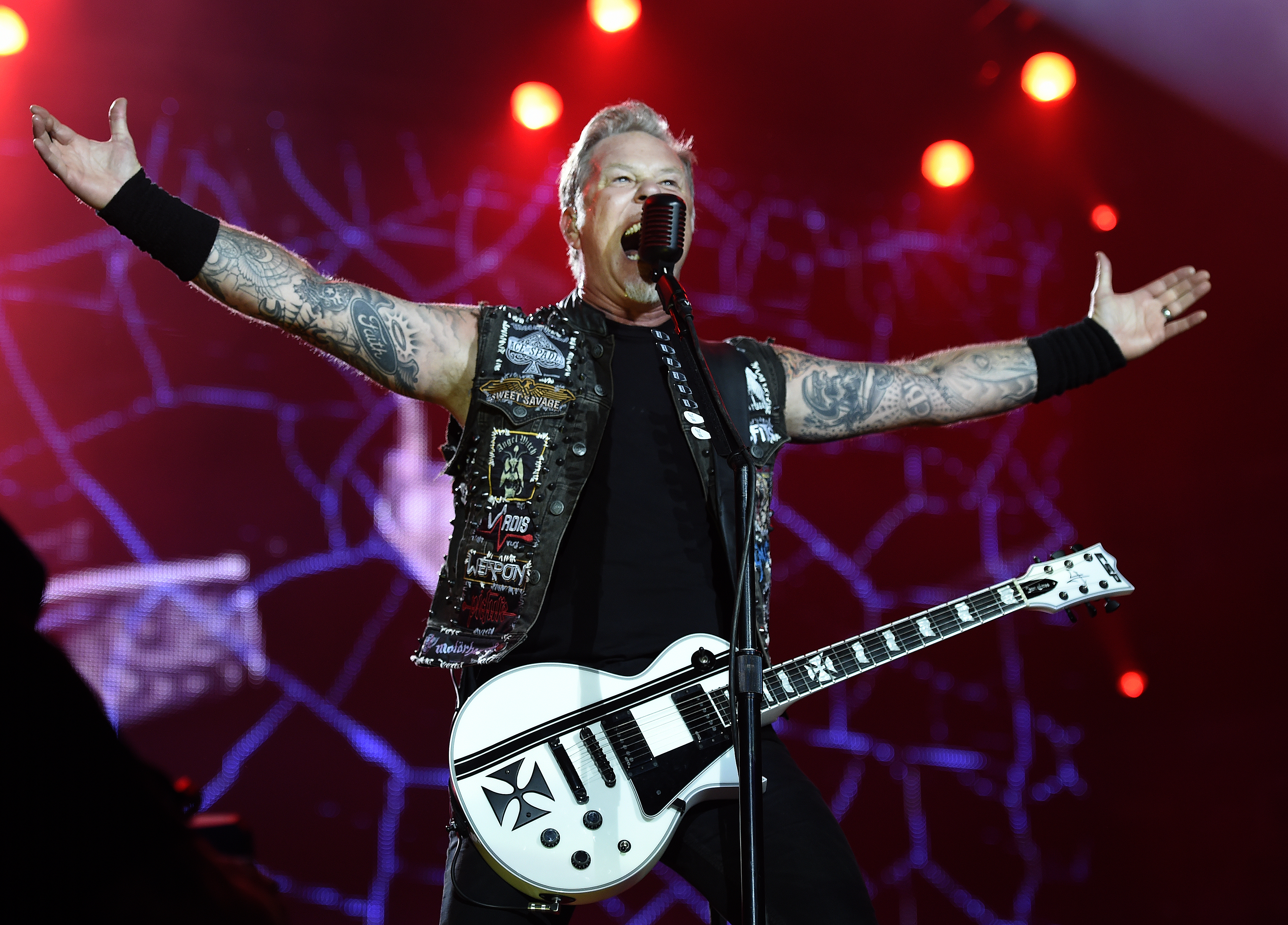
金屬製品主唱詹姆斯·海特菲爾德在演出時穿著的金屬戰袍。

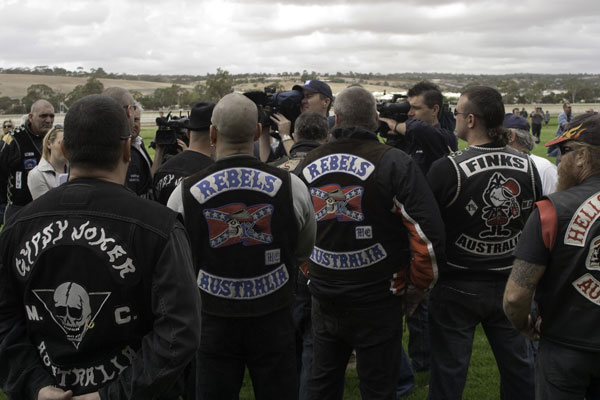
機車幫會成員的背心，成為金屬戰袍的靈感來源。

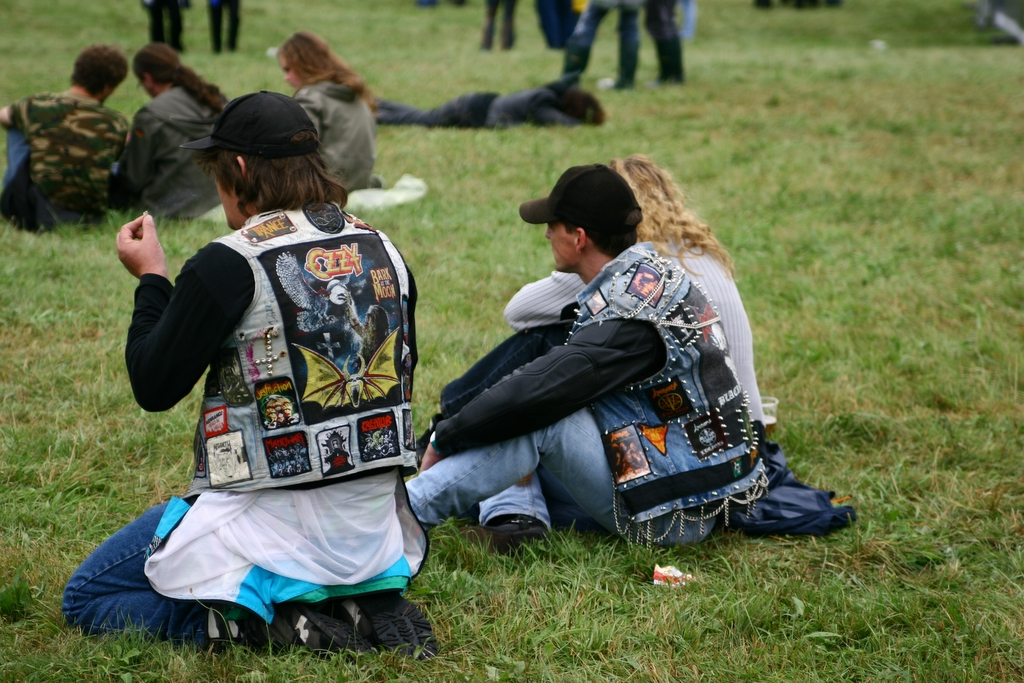
兩位金屬樂迷穿著金屬戰袍。

金屬戰袍（英語：battle jacket、battle vest、metal vest）是重金屬文化中的一種服飾風格，它的靈感起源於機車幫會成員的背心（cuts、colors、kutte、cut-off），後來在龐克時尚和各種重金屬文化中廣受歡迎。但是金屬樂迷和龐克迷的次文化在服裝的布章佈局、主題、裝飾方式和象徵意義上，和機車幫會的背心有相當大的不同。
多年來，這種服裝傳統逐漸發展壯大，成為許多年齡層樂迷認同的標誌。儘管有各種音樂風格的布章，在年輕一代樂迷和樂手中，屬於鞭擊金屬、死亡金屬和其他更極端流派樂團的布章更為常見，與大多數中老年樂迷和資深樂手的金屬戰袍不同，金屬製品主唱詹姆斯·海特菲爾德就是明顯的例子，他的金屬戰袍幾乎完全是英國重金屬新浪潮的樂團布章，還有一些硬蕊龐克和毀滅金屬。

## 背景
第一波潮流源自1970年代後期，由美國擴展至英國的機車幫會逐漸壯大，各種不法摩托車俱樂部都穿著有各自幫派標誌的背心，這些幫會背心通常以牛仔布或皮革製的背心和夾克為主，並且裝飾了一些布章、補丁和徽章，藉此宣示不法車手們隸屬的幫會和銜級，是一種榮譽感和自豪感的身份象徵。因此，縫上許多布章的背心成為叛逆的代表。同時英國重金屬新浪潮興起，這種顯眼的背心開始由重金屬和龐克次文化廣泛採用。樂迷借鑑幫會背心的方式，經常將喜愛的樂團標誌和專輯封面布章縫在自己的背心上，開始成為時尚。金屬戰袍也成為樂迷表達個性的一種方式，衣物上的布章、補丁和徽章都是樂團標誌、專輯封面或其他藝術品，代表樂迷支持或喜愛的樂團。流行的圖案例如鐵娘子樂團的吉祥物「艾迪」或AC/DC的《地獄公路》專輯封面。

## 樣式
佩戴者可以藉由金屬戰袍上的布章來表達自己的音樂品味，以及對重金屬音樂的歸屬。經典的金屬戰袍通常在背部有較大的背章，而其餘空間則用較小的布章覆蓋。除了布章之外，諸如鉚釘、鏈條和鈕扣之類的配件通常也會出現在這類服飾上。讓著名樂手用親筆簽名裝飾在金屬戰袍上也很常見。